# جمعية مرشدات بوروندي
جمعية مرشدات بوروندي هي المنظمة الإرشادية الوطنية في بوروندي ولقد تأسست في عام 1954، وأصبحت عضوا منتسبا في الجمعية العالمية للمرشدات وفتيات الكشافة في عام 1972 وعضو كامل العضوية في عام 2008 وتضم 5050 عضو اعتبارا من 2003.